# 法国民族主义
法国民族主义出现在18世纪的小资产阶级中，起源于启蒙哲学家的著作。在那个时代，民族主义对他们而言意味着人民代表国家，而与旧制度的观念相对立，后者认为国家是由法国国王所代表的。到19世纪，民族主义开始成为对其他国家，甚至其他民族的反对，这种思想在19世纪末清晰地形成，并在1870年与法兰西第三共和国的建立相伴而生。那时，所有政党都明显地表现出民族主义和反德思想：普鲁士刚刚赢得普法战争，并占领阿尔萨斯-洛林。极右翼的民族主义运动在当时也是反犹太主义的。法国民族主义通常表现为公民民族主义或文化民族主义，促进法国的文化统一。